# (17482) 1991 PY14
(17482) 1991 PY14 là một tiểu hành tinh vành đai chính. Nó được phát hiện bởi Henry E. Holt ở Đài thiên văn Palomar ở Quận San Diego, California, ngày 6 tháng 8 năm 1991.